# Рабинович, Арон Вульфович
Арон Вульфович Рабинович (15 декабря 1923, Смоленск — 2001, Ашкелон, Израиль) — советский инженер-механик по турбостроению, лауреат Ленинской премии 1966 года.

## Биография
Участник войны: рядовой, телефонист минометной роты. Тяжело ранен под Ржевом 11 февраля 1942 г. и был признан не годным к дальнейшей службе. Награждён медалью «За боевые заслуги».
Окончил Уральский политехнический институт (1947) по специальности «инженер-механик» и Заочный энергетический институт (1957) по специальности «инженер-теплоэнергетик».
С 1948 работал на Свердловском турбомоторном заводе: инженер, начальник сектора, начальник бюро, заведующий отделом регулирования и автоматики СКБт.
Кандидат технических наук (1964).
Участник разработки и внедрения в производство теплофикационных турбин мощностью 100 тыс. кВт. Автор многих изобретений.
С 1991 года жил в Израиле.
Лауреат Ленинской премии (1966). Лучший изобретатель Минэнергомаша (1976). Награждён орденом Отечественной войны 2 степени (1985), медалями.